# Rasa drapieżców. Teksty ostatnie
Rasa drapieżców. Teksty ostatnie – wydany pośmiertnie zbiór felietonów Stanisława Lema, publikowanych w „Tygodniku Powszechnym” w latach 2005–2006. Został wydany nakładem Wydawnictwa Literackiego w 2006, pod redakcją Tomasza Fiałkowskiego (autor posłowia).
Część tekstów ze zbioru ukazała się później również w książce Planeta LEMa. Felietony ponadczasowe. Wśród tematów felietonów są polityka, wojna w Iraku, terroryzm, literatura polska, oraz katastrofy naturalne.

## Spis utworów
- Moje lektury
- Kulka na bochnie
- Bez punktu oparcia
- Vita brevis
- Rana
- Spoiwo
- Pirania w Wiśle
- Pod tuszem z pomyj
- Nowy świat?
- Po przełomie
- Bez formy
- Po dzwonku
- Chmury nad globem
- Spór o Powstanie
- Koziołki historii
- Sejsmologia i polityka
- Geologiczna symfonia
- Wizyta
- Puste miejsca
- Mamuty i polityka
- Rwąca fala
- Gaz i Rapallo
- Rosja Putina
- Lód i wrzątek
- Drogi i bezdroża
- W kręgu paranoi
- Obiektywem w przeszłość
- Żądza krwi
- Władza mózgu
- Polityka, której nie ma
- W cieniu huraganu
- Ropa, węgiel i wybory
- Opowieści Hoffmanna
- Górna Wolta
- Terroryzm, Wietnam i Irak
- Szachownica bez szachów
- Co wybrać?
- Lektury świąteczne
- Rozkład jazdy
- Wieloryby i polityka
- Głosy z sieci (ostatni opublikowany przed śmiercią przez Autora felieton, nosi datę powstania: luty 2006)